# Muhamed Tijani
Muhamed Tijani (Lagos, 26 luglio 2000) è un calciatore nigeriano, attaccante del Plymouth in prestito dallo Slavia Praga.

## Caratteristiche tecniche
È un centravanti.

## Carriera

### Club
Cresciuto nei 36 Lions, nel 2018 è approdato in Europa firmando con il Baník Ostrava.

### Nazionale
Con la nazionale Under-20 nigeriana ha preso parte al Campionato mondiale di calcio Under-20 2019.